# Henryk Dembiński
Henryk Dembiński (Busko-Zdrój, Prusia, 16 de enero de 1791 - París, Francia, 13 de julio de 1864) fue un ingeniero, militar y explorador polaco.

## Biografía
Henryk Dembiński nació en el distrito de Strzałków de Busko-Zdrój, República de las Dos Naciones. En 1809 ingresó en el ejército polaco del Gran Ducado de Varsovia y tomó parte en la mayoría de las campañas napoleónicas en el este. Participó en la batalla de Leipzig en 1813, donde recibió la Legión de Honor por su coraje y valentía. Después de la caída de Napoleón Bonaparte permaneció en Polonia y se convirtió en uno de los miembros del Sejm de la Polonia del Congreso.
En el levantamiento de noviembre de 1830, Dembiński se convirtió en un líder de éxito de las fuerzas polacas. En 1831, después de su victoriosa campaña en Lituania, fue ascendido a Teniente general y por un breve período de tiempo se convirtió en comandante en jefe del ejército polaco.
Después del fracaso de la revolución, Henryk emigró a Francia en 1833, donde se convirtió en uno de los políticos prominentes del Hôtel Lambert, un grupo de partidarios de Adam Jerzy Czartoryski.
En la revolución húngara de 1848 fue nombrado comandante en jefe del Ejército del Norte. Después de sus éxitos pronto fue ascendido y Luis Kossuth lo nombró comandante en jefe del ejército húngaro. Dembiński se vio obstaculizado por los celos de Artúr Görgey y por la derrota en la batalla de Kápolna, por lo que terminó renunciando a su cargo. Después de la batalla de Temesvár, donde fue comandante hasta la llegada de Józef Bem, huyó a Turquía donde él, junto con muchos otros oficiales polacos prominentes, entró al servicio del sultán Mahmut II. Sin embargo regresó a París en 1850, donde finalmente murió.